# Delitschia leptospora
Delitschia leptospora är en svampart som beskrevs av Oudem. 1882. Delitschia leptospora ingår i släktet Delitschia och familjen Delitschiaceae.  Arten är reproducerande i Sverige. Inga underarter finns listade i Catalogue of Life.